# 圣朱莉
圣朱莉（法語：Sainte-Julie，發音：[sɛ̃t ʒyli]）是加拿大魁北克省西南部的城市，是蒙特利尔的郊区，总面积48.90平方千米，2021年人口30,045。